# Gaspar Henaine

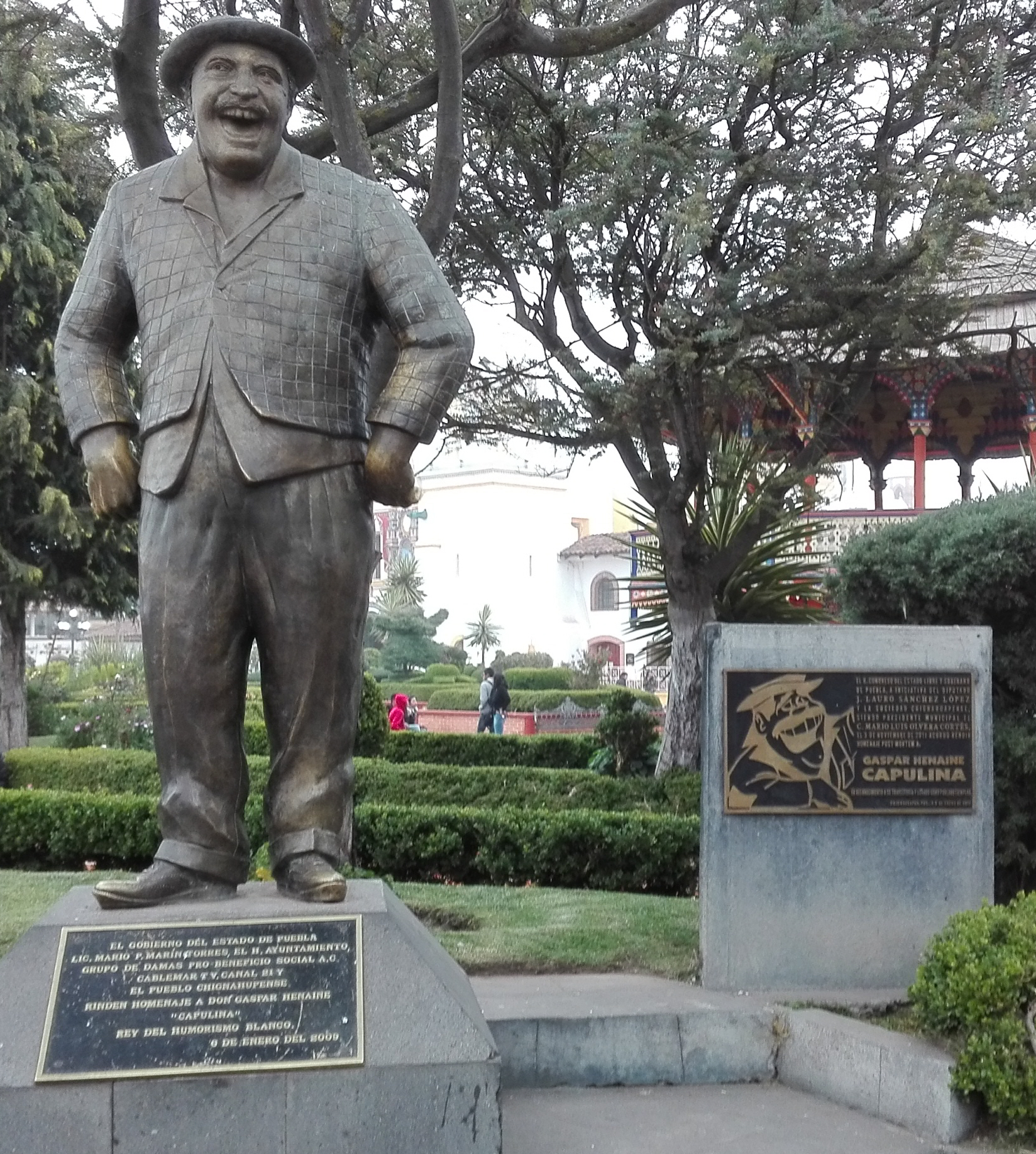
Denkmal für Gaspar Henaine "Capulina" in Chignahuapan

Gaspar Henaine Perez (* 6. Januar 1926 in Chignahuapan, Bundesstaat Puebla, Mexiko; † 30. September 2011 in Mexiko-Stadt) war ein unter dem Künstlernamen „Capulina“ bekannter mexikanischer Schauspieler und Komiker.

## Leben
Henaine, Sohn eines aus dem Libanon stammenden Hotel-Besitzers, spielte in den 1940er Jahren zunächst in dem Musical-Trio „Los Excéntricos Del Ritmo“, ehe er einige Jahre später mit „Los Trincas“ seine eigene Musikergruppe gründete, mehrere Instrumente spielte und bekannte Lieder wie „Las Rejas De Chapultepec“ spielte.
Er gab sein Debüt als Schauspieler 1950 in dem Film Cuando acaba la noche. 1958 übernahm er in Se los chupó la bruja erstmals den Namen „Capulina“ an und spielte diesen Charakter in zwanzig weiteren Filmen wie 1973 in El bueno para nada. In dieser Rolle spielte er einen unbeholfenen, aber gutmütigen Kumpel mit einem kaputten Hut und galt als Oliver Hardy Mexikos. Er spielte in über siebzig weiteren Filmen mit und hatte seinen letzten Filmauftritt 1999 in El diario de Daniela. Seine Figur des Capulina wurden dabei so populär, dass in den 1960er Jahren auch Comics unter dem Titel Las Aventuras De Viruta y Capulina und später in den 1970er Jahren als Las Aventuras De Capulinita erschienen.
Henaine, der in den 1970er Jahren auch Produzent einiger Filme war, spielte sich später in mehreren Fernsehserien selbst wie zuletzt in der Dokumentation Tin Tan (2010).

## Filmografie (Auswahl)
- 1958: A sablazo limpio
- 1961: Pegando con tubo
- 1965: Los reyes del volante
- 1968: Operación carambola
- 1969: Santo contra Capulina
- 1971: El nano
- 1971: Capulina contra los vampiros
- 1975: El investigador Capulina
- 1978: El circo de Capulina
- 1981: El rey de Monterrey
- 1982: El naco mas naco